# Amon Elloh
Amon Rébecca Grâce Elloh, née le 25 décembre 1994 à Grand-Bassam, est une footballeuse internationale ivoirienne.

## Carrière

### En club
Elloh commence sa carrière à Bonoua Sport. Après avoir été membre de l'équipe junior de Bonoua Sport, elle rejoint au printemps 2010 l'équipe de football dénommée Sisters of Eleven de Gagnoa, une équipe en lice pour le championnat de Ligue 2. En août 2012, elle annonce son transfert de Sisters of Eleven au club municipal rival, le Onze Soeurs de Gagnoa, qui se trouve dans la plus importante Ligue ivoirienne.

### Équipe nationale
Depuis août 2012, elle fait partie de l'équipe ivoirienne de football féminine. Elle réalise ses débuts le 13 octobre 2012 contre l'équipe du Sénégal. 
Le 26 octobre 2012, Elloh est retenue afin de disputer la Coupe d’Afrique des nations féminine. Il s'agit de la première compétition continentale disputée par la Côte d'Ivoire.